# Eugenia eggersii
Eugenia eggersii är en myrtenväxtart som beskrevs av Hjalmar Frederik Christian Kiaerskov. Eugenia eggersii ingår i släktet Eugenia och familjen myrtenväxter.
Artens utbredningsområde är Puerto Rico. Inga underarter finns listade i Catalogue of Life.